# Де Сар, Жюльен
Жюлье́н Арье́ль Де Сар (фр. Julien Ariel De Sart; 23 декабря 1994, Варем, Бельгия) — бельгийский футболист, опорный полузащитник клуба «Эр-Райян».
Жюльен — сын Жана-Франсуа Де Сара, бывшего защитника сборной Бельгии, и старший брат Алексиса Де Сара.

## Клубная карьера
Де Сар — воспитанник льежского «Стандарда». 22 августа 2013 года в матче Лиги Европы против белорусского клуба «Минск» он дебютировал за команду. Через три дня в поединке против «Монса» Жульен дебютировал в Жюпиле лиге, заменив в конце первого тайма травмированного Йони Бюенса. 24 ноября в матче против «Монса» Де Сарт забил свой первый гол за Стандард.
1 февраля 2016 года Жюльен перешёл в клуб английского Чемпионшипа «Мидлсбро», подписав контракт сроком на 3,5 года. Сумма трансфера составила около 2,5 млн евро.
5 января 2017 года полузащитник на правах аренды до конца сезона отправился в «Дерби Каунти». 7 января он дебютировал в своей новой команде, сыграв все 90 минут в победной встрече Кубка Англии против «Вест Бромвич Альбион» (2:1). 14 февраля Де Сар забил первый мяч за «Дерби Каунти», отличившись в домашней игре против «Кардифф Сити» (3:4).
Летом 2017 года Жюльен вернулся на родину, на правах сезонной аренды став игроком «Зюлте-Варегем». Дебютировал 22 июля в матче за Суперкубок Бельгии против «Андерлехта» (1:2).

## Международная карьера
С 2010 года Де Сар начал выступать за юношеские сборные Бельгии различных возрастов, а с 2014 года привлекался в молодёжную сборную.